# The Plot of the Fuma Clan
Lupin III: The Plot of the Fuma Clan (ルパン三世 風魔一族の陰謀 Rupan Sansei: Fūma Ichizoku no Inbō) eller The Fuma conspiracy i Sverige är en japansk animerad äventyrsfilm från 1987 med regi av Masayuki Ōzeki.

## Handling
Arsène Lupin III|Lupins gamle vän samurajen Goemon Ishikawa ska gifta sig med sin fästmö Murasaki Suminawa. Innan bröllopet får Goemon veta att han ska få ärva en gammal och mycket värdefull urna från sin styvfar. Men innan de hinner gifta sig blir de överfallna av en grupp ninjor som är ute efter urnan, Lupin och hans vänner försöker febrilt att försvara sig men under kalabaliken blir Murasaki kidnappad och förövarna hotar att döda henne om de inte får urnan. Det är nu upp till Lupin och gänget att rädda henne innan det är försent. Medan detta händer har Lupins ärkefiende kommissarie Zenigata dragit sig tillbaka till ett buddhistiskt tempel på grund av sin oförmåga att ta fast Lupin. En av Zenigatas kollegor från Interpol försöker dock övertala honom att komma tillbaka men detta bär ingen frukt då Zenigata klargör att han inte har något intresse för en värld utan Lupin (då han tror att Lupin är död). Men han ändrar sig  när han får se ett foto föreställande Lupin på bröllopet och han tar snart upp jakten på gentlemanatjuven ännu en gång.

## Om filmen
The Plot of the Fuma clan är den tredje filmen i Lupin III serien och den första som fokuserar på Goemon som huvudkaraktär.
Av budgetskäl kunde inte filmen använda sig av seriens berömda titelsång och det är också därför ingen av de vanliga röstskådespelarna återvänder.

## Rollista (japanska)
| Karaktär                    | Röst                                                            |
| --------------------------- | --------------------------------------------------------------- |
| Arsène Lupin III            | Toshio Furukawa                                                 |
| Daisuke Jigen               | Banjō Ginga                                                     |
| Goemon Ishikawa XIII        | Kaneto Shiozawa                                                 |
| Fujiko Mine                 | Mami Koyama                                                     |
| Kommissarie Koichi Zenigata | Seizō Katō                                                      |
| Murasaki                    | Mayumi Shō                                                      |
| Old Man Suminawa            | Kōhei Miyauchi                                                  |
| The Boss                    | Masashi Hirose                                                  |
| Kommissarie Kazami          | Shigeru Chiba                                                   |
| Gakusha                     | Shigeru Nakahara                                                |
| Trupp Ledare                | Yū Shimaka                                                      |
| Polis Konstaplar            | Kazuaki Koide Kōichi Yamadera Tomohiro Nishimura                |
| Fuma Ninjor                 | Yūichi Meguro Kōichi Hashimoto Toshiharu Sakurai Kōichirō Bandō |
| Frun                        | Hiroko Emori                                                    |
| Pojke                       | Yōko Ogai                                                       |
| Flicka                      | Chie Kōjiro                                                     |
| Kvinna                      | Erii Yazaki                                                     |